# Onassis – najbogatszy człowiek świata
Onassis – najbogatszy człowiek świata (ang. Onassis: The Richest Man in the World) – telewizyjny film biograficzny z 1988 roku. Film jest biografią słynnego greckiego przedsiębiorcy Arystotelesa Onassisa.

## Główne role
- Raúl Juliá – Arystoteles Onassis
- Elias Koteas – młody Arystoteles Onassis
- Beatie Edney – Tina
- Francesca Annis – Jacqueline Kennedy
- Anthony Quinn – Socrates Onassis
- Jane Seymour – Maria Callas
- Covadonga Cadenas – Helen
- Vassilis Bouyiouklakis – Sadiq Topal
- Harriet Bagnall – Chistina Onassis
- Dimitra Arliss – Artemis